# Busiris (mythologie)
Pour les articles homonymes, voir Busiris.

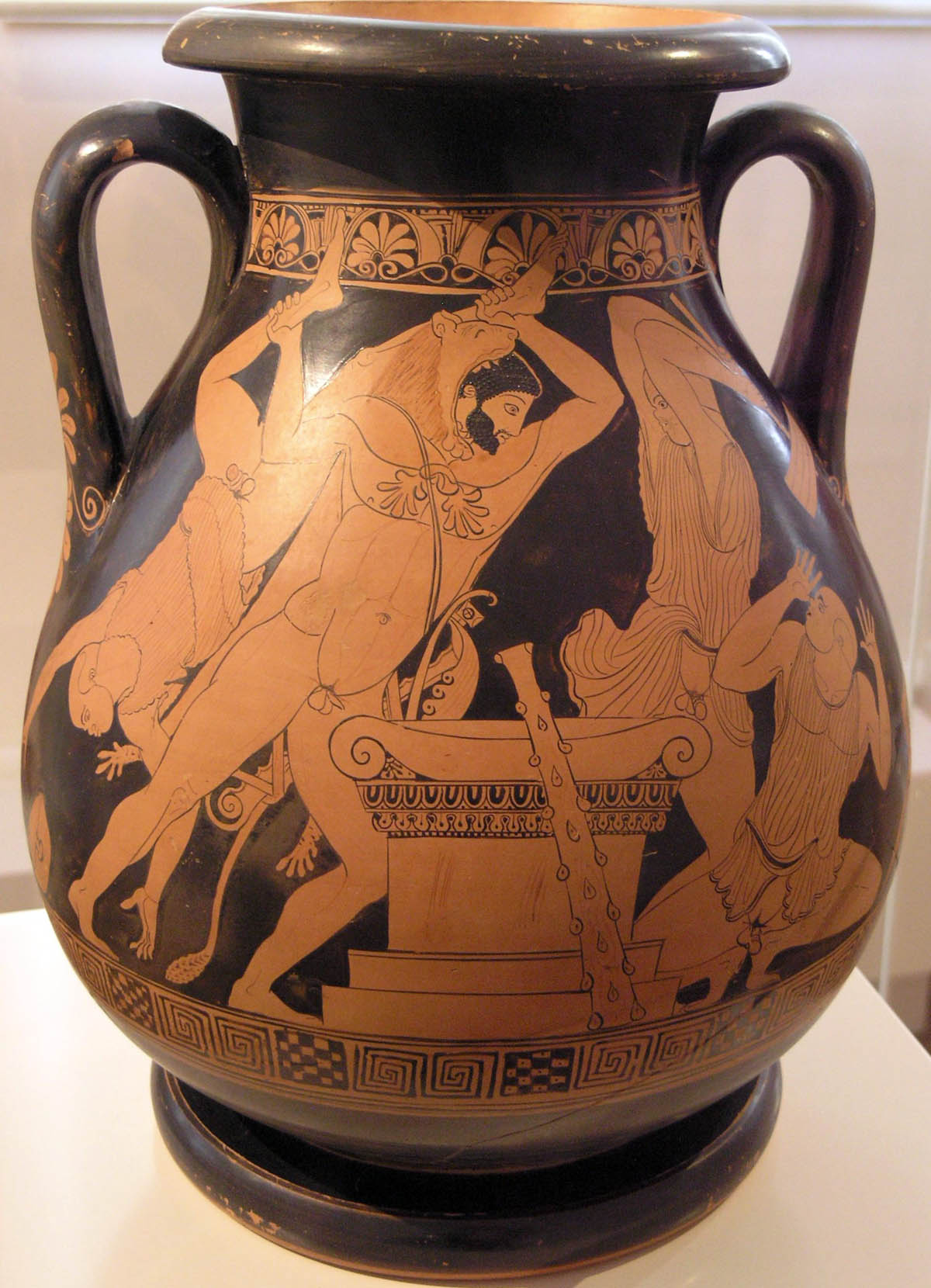
Héraclès tuant le roi Busiris, péliké attique à figures rouges du Peintre de Pan, v. 470 av. J.-C., Musée national archéologique d'Athènes

Dans la mythologie grecque, Busiris ou Bousiris (en grec ancien Βούσιρις / Boúsiris) est un roi d'Égypte, fils de Poséidon et père d'Amphidamas (de). Sa mère varie selon les auteurs : Lysianassa, Anippé (en) ou Libye.
Il est célèbre pour ses cruautés. Chez Diodore de Sicile, ayant entendu vanter la sagesse et la beauté des filles d'Atlas, il les fait enlever par des pirates. Mais Héraclès, passant par là à la fin de ses travaux, tue les ravisseurs et délivre les Atlantides. Selon le pseudo-Apollodore, un oracle avait prédit la fin de la famine qui ravageait l'Égypte s'il sacrifiait chaque année à Zeus un étranger. Après 9 ans passés, il capture Héraclès lui-même, mais le héros le tue alors qu'il est mené à l'autel. 
Dion de Pruse explique dans le VIIIe Discours que Busiris passait ses journées en banquets, à festoyer, et qu'Héraclès le fit exploser comme une outre.
L'orateur grec Isocrate compose au IVe siècle av. J.-C. un Éloge de Busiris qui relève du genre de l'éloge paradoxal : c'est un jeu littéraire destiné à montrer son talent au moment où il se trouve à la tête de sa propre école de rhétorique.